# Kuo-min-ťün
Kuo-min-ťün (zjednodušené znaky: 国民军; tradiční znaky: 國民軍; pchin-jin: Guómínjūn), neboli Národní lidová armáda, nebo také Severozápadní armáda byla armáda založená Feng Jü-siangem po okupaci Pekingu v roce 1924.

## Vznik armády
Po okupaci Pekingu 23. října 1924 Feng Jü-siang přejmenoval svoji armádu na Národní lidovou armádu a nabídl následovníkům Kuomintangu aby se k němu připojili v Pekingu.